# Gare de Saint-Braïou
La gare de Saint-Braïou, également appelée halte des voyageurs Saint-Braïou, est une ancienne gare ferroviaire française de la ligne de Douai à Blanc-Misseron, située sur le territoire de la commune de Villers-Campeau jusqu'au 12 avril 1947, date à laquelle elle est absorbée par Somain, dans le département du Nord, en région Hauts-de-France.